# José Cidoncha Molina
José Maria Cidoncha Molina (Badajoz, Extremadura, 19 d'abril de 1970) és un exfutbolista extremeny que jugava com a defensa. Posteriorment ha fet d'entrenador de futbol.

## Trajectòria
Fet al planter de l'Atlètic de Madrid, Cidoncha va passar pel filial, l'Atlético Madrileño, però no va arribar a debutar en el primer equip. En 1992 passa al CD Badajoz, a Segona Divisió, on crida l'atenció del Reial Valladolid, que l'hi incorpora el 1994.
La 1994/95 és l'única campanya que Cidoncha juga a primera divisió. Apareix en 23 ocasions en un equip que passa per un mal any i queda penúltim de la categoria, salvat del descens només per l'afer administratiu que va conduir a la lliga de 22 equips. Però, tot i que el Valladolid va romandre a Primera i Cidoncha va ser dels que més van jugar, el 1995 deixa Castella i fitxa per l'Almeria CF, a Segona B.
A partir d'ací, Cidoncha va militar sobretot en equips de la categoria de bronze del futbol espanyol, com el Màlaga CF (96/97), el Real Jaén (97/98), el Jerez CF (98/00), el CD Toledo (00/01), de nou al Badajoz (01/03) i al Jaén (03/05) i el CD Linares (des del 2005).

## Anecdotari
Jugant a les files del Toledo, un gol seu va contribuir que l'equip castellanomanxec eliminés el Reial Madrid CF de la Copa del Rei.